# Clavivox
Clavivox – instrument muzyczny z grupy elektrofonów elektromechanicznych skonstruowany przez inżyniera i awangardowego muzyka nowojorskiego Raymonda Scotta. Clavivox był instrumentem lampowym w pewnym zakresie wykorzystującym zasadę działania wcześniejszego instrumentu Theremin, w którym dźwięk był kontrolowany z przez trzyoktawową klawiaturę. Układ elektroniczny instrumentu został zaprojektowany przez Roberta Mooga. Oprócz głównej klawiatury obsługiwanej prawą ręką, instrument był wyposażony w dodatkową trzyklawiszową klawiaturkę, operowaną lewą ręką, z pomocą której modelowało się inne cechy dźwięku – przebieg, wibrato itp. Instrument został opatentowany i wszedł do ograniczonej produkcji.